# توماس دبلیو. اوزبورن
توماس دبلیو. اوزبورن (به انگلیسی: Thomas W. Osborn) سناتور سابق عضو حزب جمهوری‌خواه ایالات متحده آمریکا بود. وی در سال ۱۸۶۸ تا ۱۸۷۳ میلادی سناتور ایالت فلوریدا در سنای ایالات متحده آمریکا بود.